# Václav Sedlnický z Choltic
Václav Sedlnický z Choltic (německy Wenzel von Sedlnitzky, † 1588) byl český šlechtic ze slezské linie svobodných pánů Sedlnických z Choltic. 

## Život
Narodil se jako syn Zikmunda Sedlnického z Choltic (1490-1547) a jeho manželky Anny Herbortové z Füllensteinu. 

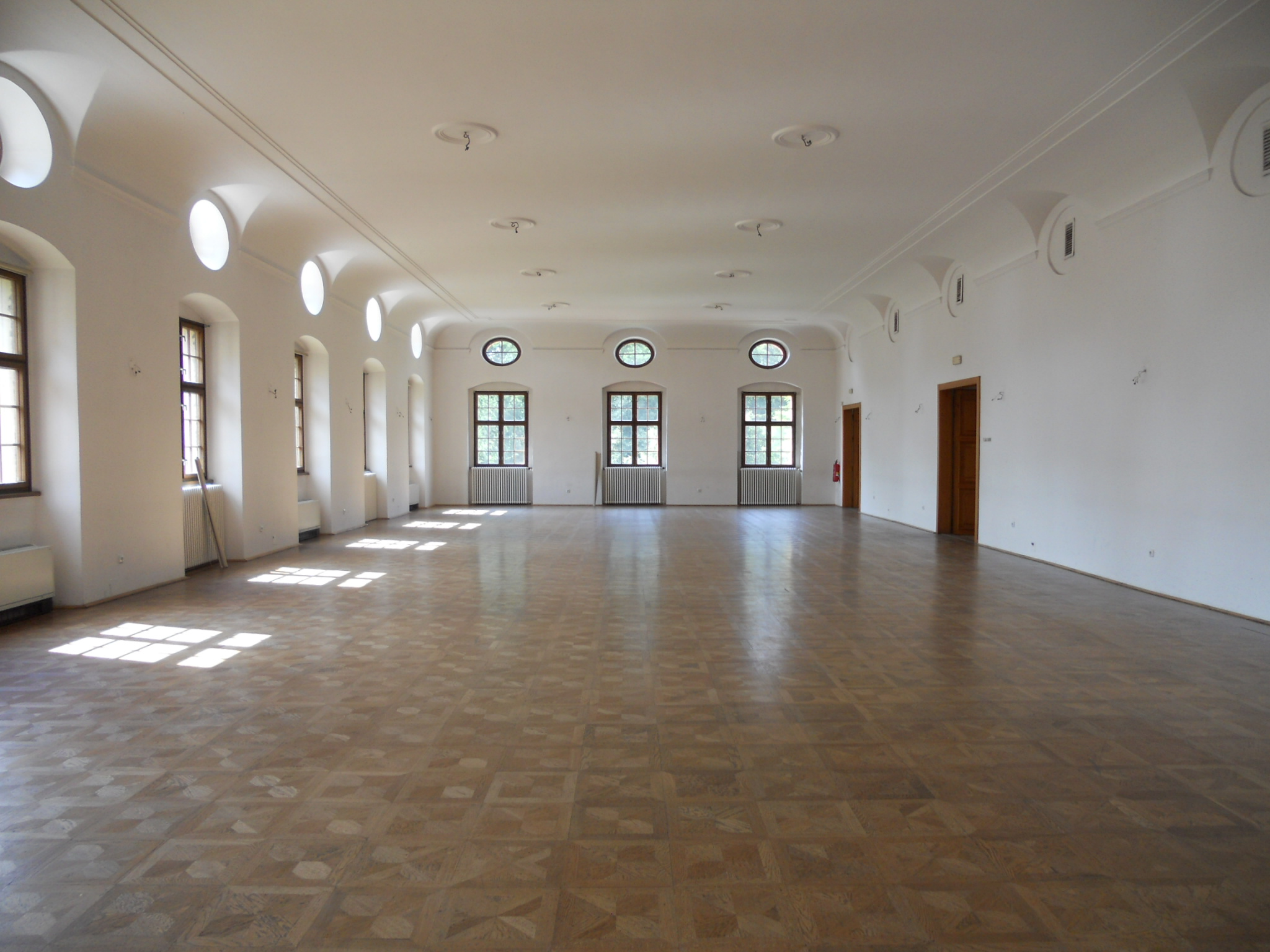
Sál minoritského kláštera v Opavě

V roce 1577 se Václav Sedlnický stal nejvyšším zemským soudcem v Opavě. Jeho erb, vytesaný do kamene, se až do roku 1848 nacházel v interiéru minoritského kláštera v Opavě. Poté byl po přeměněně sálu na porotní síň z iniciativy tehdejšího těšínského poslance Franze Scharschmida z Adlertreu, společně s dalšími historickými kamennými památkami odstraněn.
Václav Sedlnický z Choltic byl společně s tehdejším opavským zemským hejtmanem Janem Bruntálským z Vrbna (†1592) spolukomisařem pro vyšetřování dluhu města v Opava. 

### Manželství

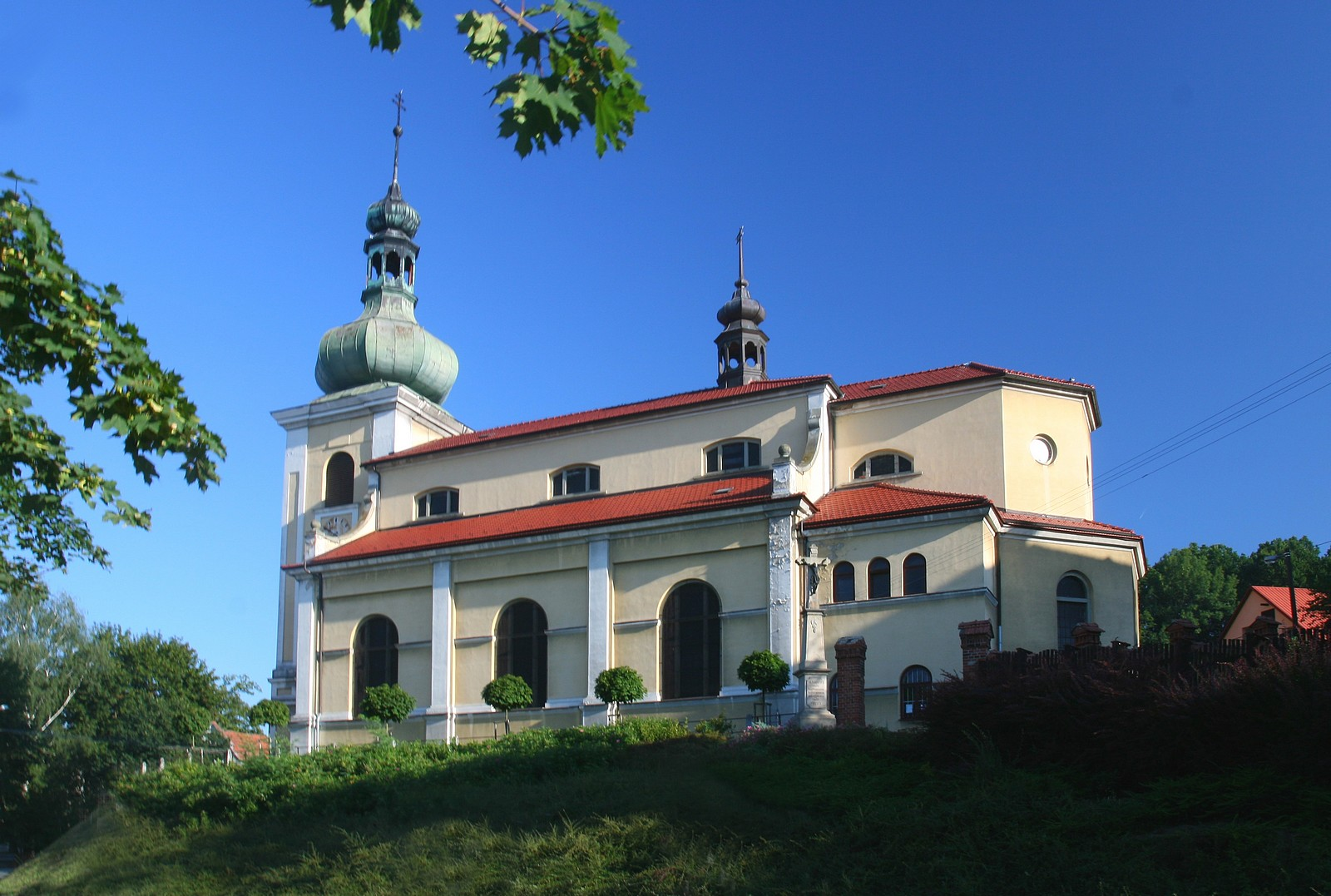
Kostel sv. Ondřeje, Petra a Pavla v Bartošovicích

Václav Sedlnický z Choltic byl ženatý s Annou Bruntálskou z Vrbna. Když v roce 1588 zemřel, byly jeho ostatky, stejně jako ostatky jeho manželky, uloženy v bartošovickém kostele sv. Ondřeje, Petra a Pavla v hrobě s hodnotným náhrobkem.